# Schoonloo
Schoonloo (Drents: Scheloo) is een dorp aan de zuidkant van de gemeente Aa en Hunze, in de Nederlandse provincie Drenthe, gelegen op de Rolderrug. Het dorp telde 410 inwoners. Schimpnamen voor de inwoners van het dorp zijn 'Knollen' (paarden) en 'Knienen' (konijnen).

## Geografie
Het dorp ligt aan de rotonde van de provinciale weg N376 (Rolde-Nieuw-Amsterdam) van Rolde naar Sleen en de provinciale weg N374 (Stadskanaal-Hoogeveen) tussen de dorpen Westerbork en Borger. Aan oost- en zuidzijde van het dorp ligt de gelijknamige boswachterij Schoonloo, die onderdeel vormt van het Ellertsveld en deels werd aangelegd door werklozen, onder andere uit kamp Schoonloo, in het kader van de werkverschaffing voor, tijdens en vlak na de Tweede Wereldoorlog. Tot de boswachterij behoort ook het Schoonloërveld. Aan noordzijde van het dorp liggen de Schoonloër Strubben, dat een restant vormt van de vroegere eikenbossen aldaar. De verschillende open plekken in de bossen rond Schoonloo dragen namen als De Tweelingen, het Elpermeer en de Meeuwenplassen.
In de bodem van Schoonloo bevindt zich tussen ongeveer 200 meter en 3000 meter onder de grond een zoutkoepel. In de jaren 1980 werd er geprotesteerd tegen de mogelijkheid om hierin radioactief afval op te slaan.

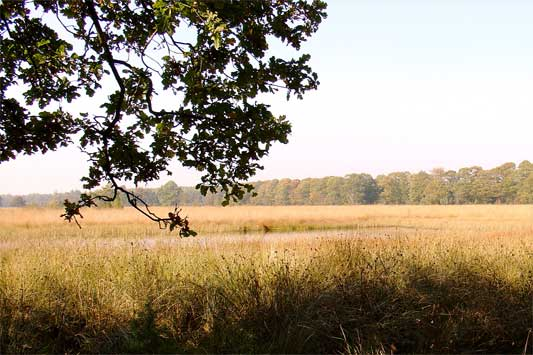
De Tweelingen
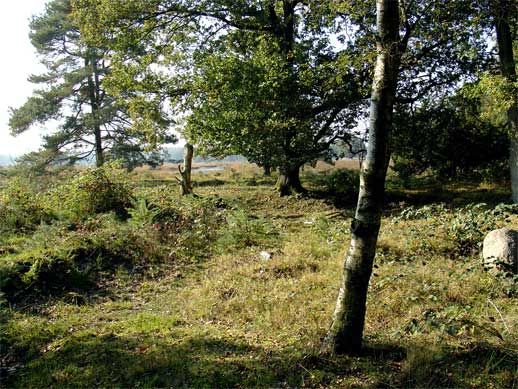
De Tweelingen
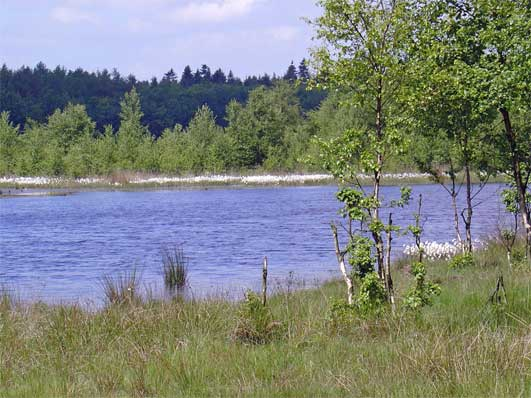
Meeuwenplassen
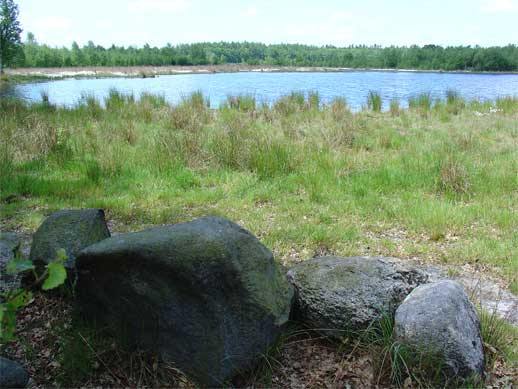
Meeuwenplassen

## Geschiedenis
Schoonloo ontstond in de vroege middeleeuwen als dochternederzetting van Grolloo op het hoogste punt van de Rolderrug, op het kruispunt van de oude postweg van Groningen naar Coevorden met de weg van Beilen naar Borger. De plaats wordt voor zover bekend voor het eerst vermeld in 1328 als 'Sconelo'. In de 15e eeuw komt de plaats voor als Schoenlo, Scoenloe, Schelo, Scholo, Scholoe en Sconloe. In de 19e eeuw wordt de plaats gespeld als Schonlo, maar uiteindelijk werd de plaatsnaam toch vastgelegd als 'Schoonloo'. 'schoon' betekent "kaal" of "droog" en 'lo' (-loo) betekent "open loofbos". De betekenis van de plaats zou aldus kunnen zijn "bos met droge, kale bodem".
In 1693 werd een 'hagespraak' gehouden in Schoonloo, waarbij boeren eisten dat het drostambt van Drenthe zou worden opgeheven en in plaats daarvan een stadhouder zou worden aangesteld, echter zonder succes. Meer succes had een bijeenkomst in de herberg van Lucas Meursinghe in Schoonloo in 1748 nadat de eigengeërfde boeren waren verplicht tot het betalen van een eenmalige schatting om het Nederlandse leger weer op oorlogssterkte te krijgen. De door de aanwezige boeren opgestelde 'Poincten van Redres' leidden er dan wel niet toe dat de drost werd afgezet, maar de macht van drost en de Drentse gedeputeerden werd flink ingeperkt ten gunste van de eigengeërfde boeren.

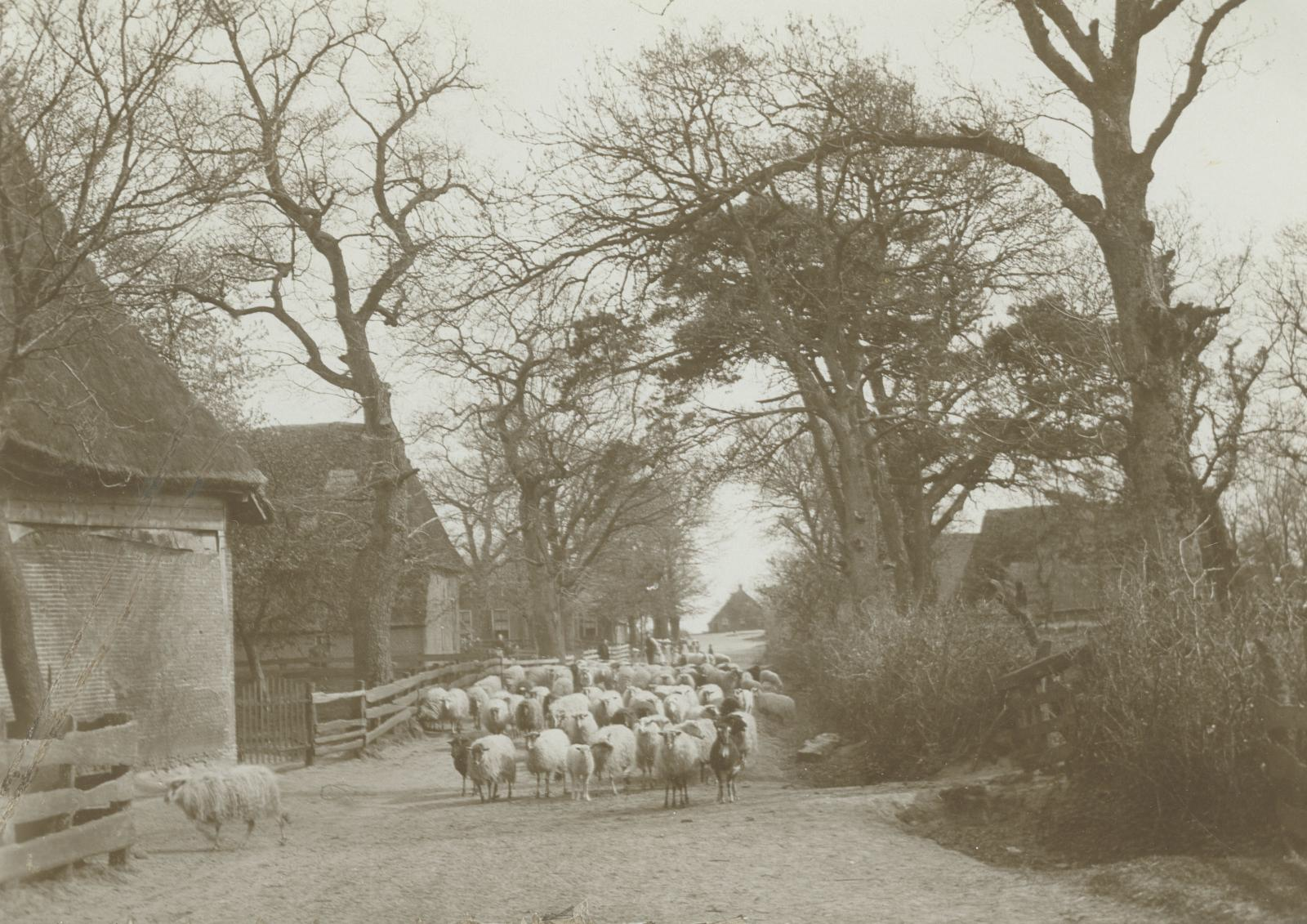
Schaapskudde in Schoonloo met op de achtergrond enkele boerderijen (Geert Jannes Landweer, ca. 1900)

In 1772 zou de laatste wolf van Drenthe zijn doodgeschoten bij Schoonloo. Ter gelegenheid hiervan werd als gedenkteken de 'Wolfsbaak' geplaatst in het dorp, die later echter weer is verdwenen. Mogelijk zou de naam 'Wolfsakker' nog naar deze gebeurtenis verwijzen.
Begin 19e eeuw bestond Schoonloo uit een tiental boerderijen en huizen, geïsoleerd gelegen in het open heidegebied van het Ellertsveld. De enorme heidegebieden rond het dorp werden gemeenschappelijk gebruikt en onder andere ingezet voor de verkoop van zogenoemde 'voederheide'. De meeste van deze woeste gronden waren echter in handen van buurdorp Grollo. Tot 1842 vormde Schoonloo samen met Grolloo een marke. Na 1910 werd de marke van Schoonloo verkocht aan particulieren, waarop het inwonertal van het dorp snel toenam.
In 1843 werd er een winterbijschool gesticht in de buurtschap, die in 1888 echter alweer haar deuren sloot. Rond 1930 telde het dorp naast 40 boerderijen ook 2 cafés, 2 kruidenierszaken en een smederij. Tussen 1918 en 1947 had Schoonloo zelfs een station, aan de tramlijn Assen - Coevorden. Na de Tweede Wereldoorlog werd een tweede poging ondernomen om een school te stichten. Er werd eerst les gegeven in het lokale café Klaassens, maar in 1952 verkreeg Schoonloo toestemming om een schooltje te stichten. Echter, tussen 1959 en 1970 werd een grote ruilverkaveling doorgevoerd in het gebied, waarbij ook een groot aantal boerenbedrijven verdween en het inwonertal van het dorp onder de invloed van vergrijzing, het uitblijven van sociale woningbouw en het verdwijnen van de middenstand weer afnam. In 1984 werd ook het schooltje gesloten wegens een tekort aan leerlingen. De kinderen worden sindsdien door de ouders per pendeldienst naar de nabijgelegen school in Grollo vervoerd. Het oude schoolgebouw werd verbouwd tot 2 woningen en dorpshuis De Zevenster.
In de tweede helft van de 20e eeuw is het dorp zich steeds meer gaan richten op het toerisme. Zo werd bijvoorbeeld in 1968 camping Clinckenholt (sinds 1989 camping De Tien Heugten) opgericht, in 1972 camping Boerhaarsveld (later ook bungalowpark) en in 1983 camping De Baanderij (vanuit Boerhaarsveld, sinds 1986 camping De Warme Bossen). Ook werd er een manege opgericht in 1974 en verder verschillende pensions, minicampings, een natuurkampeerterrein en minicampings. In het dorp bevinden zich 'Herbergh de Loohoeve' (sinds 1977) en café Hegeman. Bij Hegeman staat een zwerfkei (de 'Trekkerskei'), die in 1966 bij de ruilverkaveling werd gevonden en eerst in Rolde stond.

## Bevolkingsontwikkeling
| Demografische ontwikkeling tussen 1795 en 2020                      |
| ------------------------------------------------------------------- |
|                                                                     |
| ■ Data afkomstig van volkstellingen.nl ■ Data afkomstig van het CBS |

## Openbaar vervoer
Er rijden twee buslijnen door het dorp, onder beheer van Qbuzz.
- Lijn 21: Emmen - Noord-Sleen - Schoonoord - De Kiel - Schoonloo - Grolloo - Nooitgedacht - Rolde - Assen
- Lijn 29: Emmen - Noord-Sleen - (Schoonloo - De Kiel - Schoonoord -) Sleen - Erm - Emmen

## Routes door Schoonloo
- De route van de eerste TT-race van 1925 ging dwars door Schoonloo.[2]
- Schoonloo is het enige dorp dat het Pieterpad aandoet tussen Rolde en Sleen, een afstand van 40 kilometer.

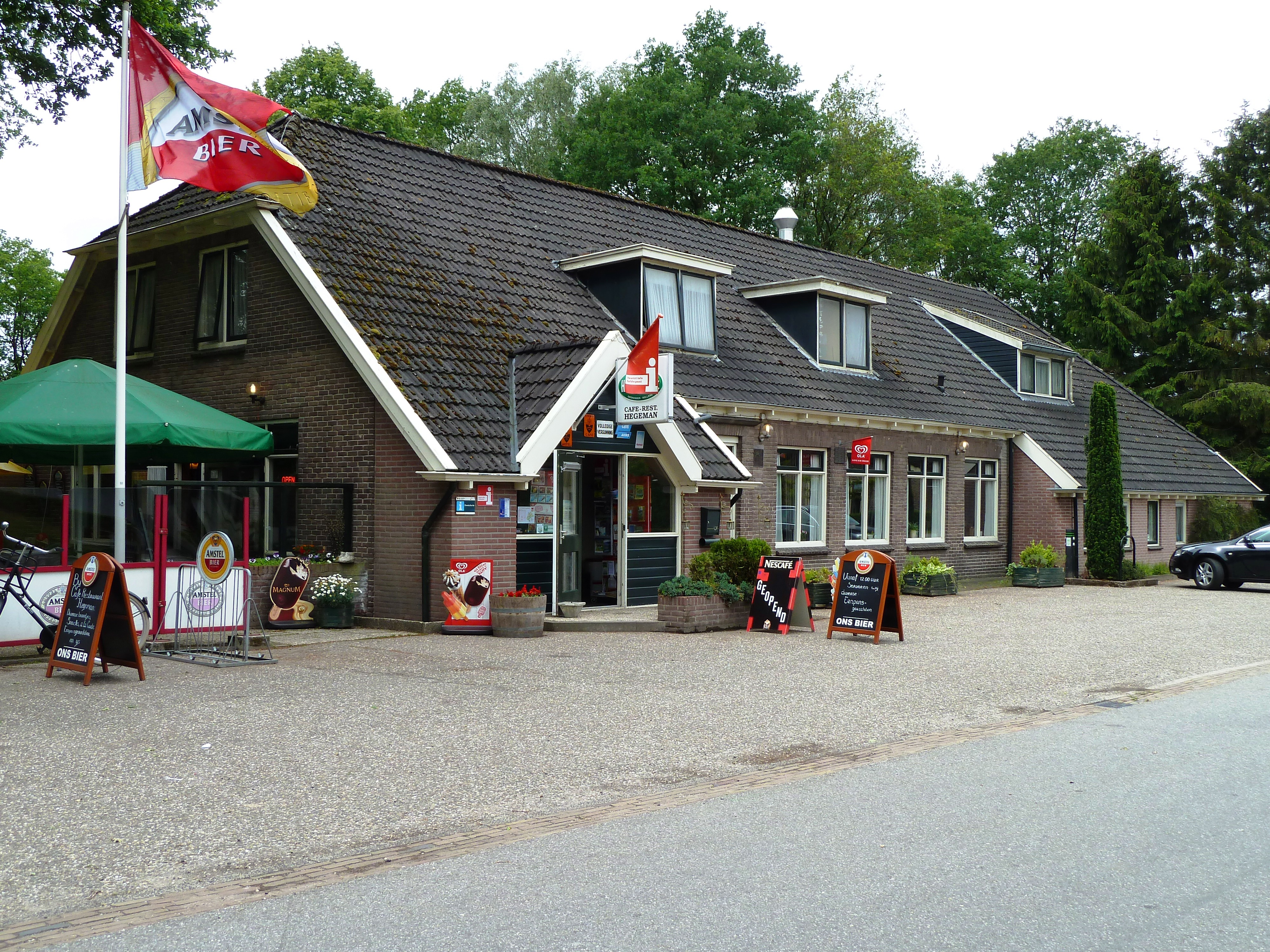
Café Hegeman
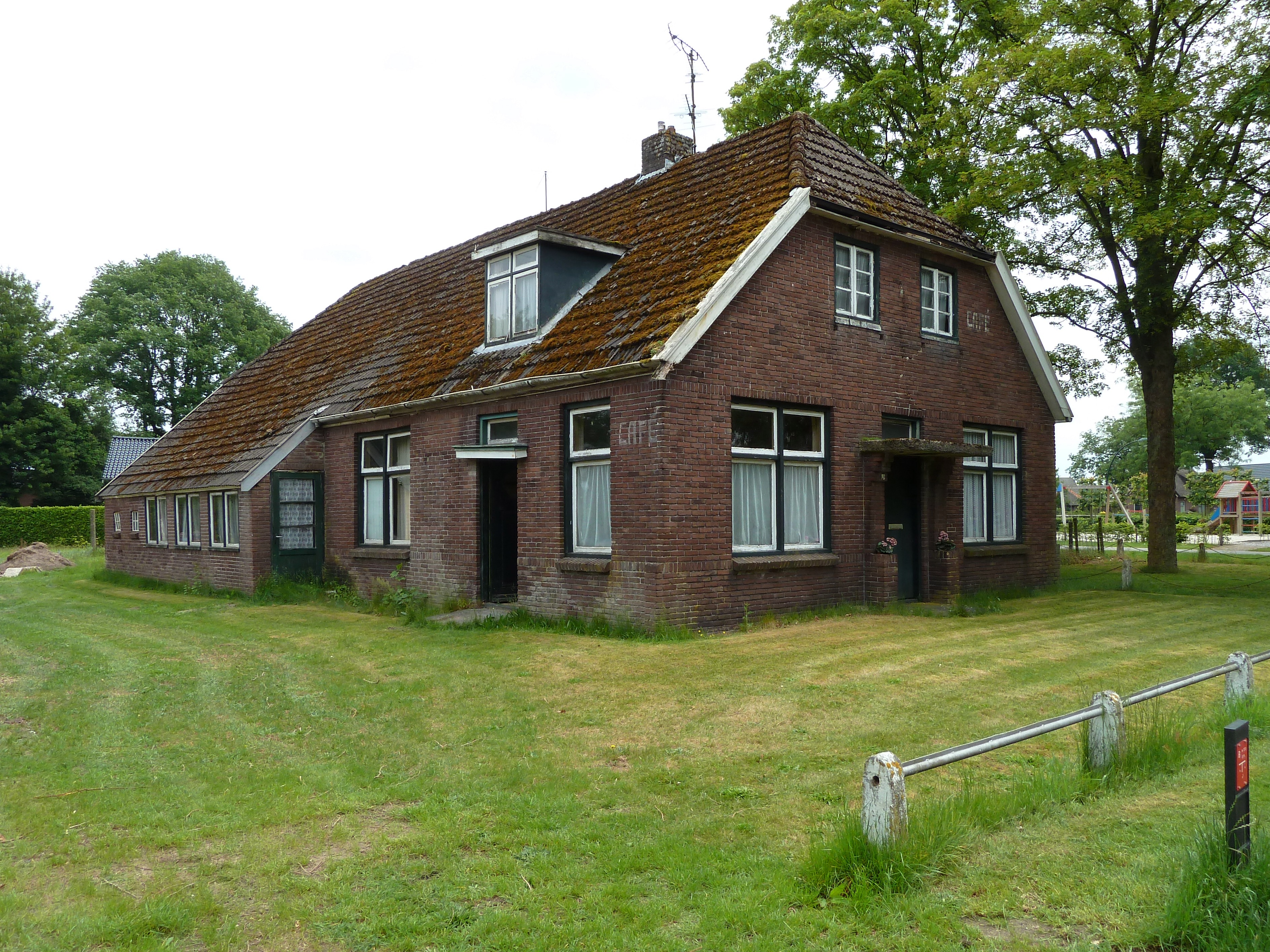
Gesloten café tegenover Hegeman
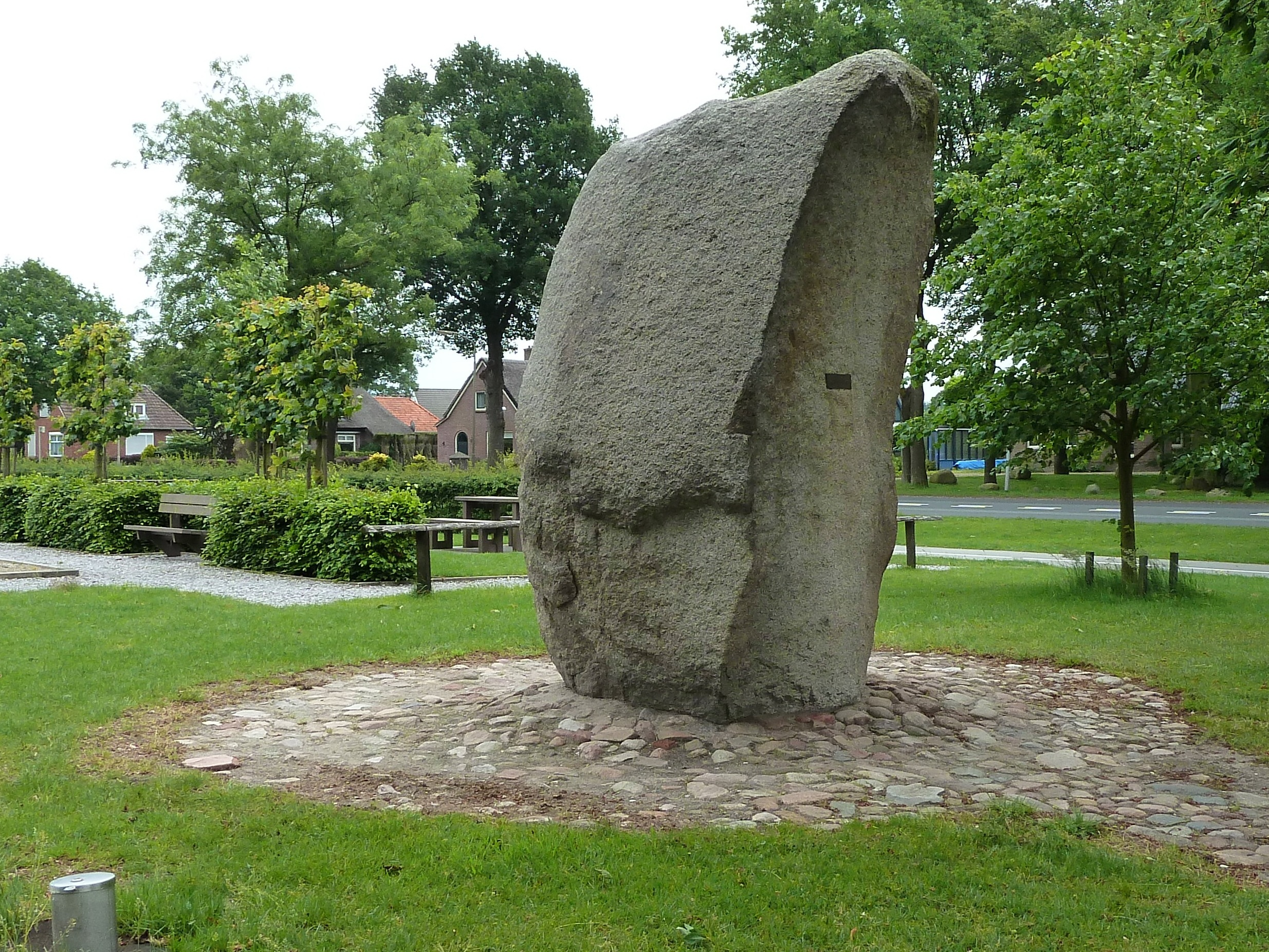
De Trekkerskei

## Nieuwbouw
Tijdens de dorpsvergadering van maart 2021 is besloten dat geselecteerde woningen worden gesloopt om ruimte te maken voor nieuwbouw. De nieuwbouw zal ontworpen worden door de architect Rem Koolhaas. De renovatie van Schoonloo zal in 2030 plaatsvinden, met een budget van 3,75 miljoen euro, gefundeerd door de gemeente Aa en Hunze.